# James L. Richardson

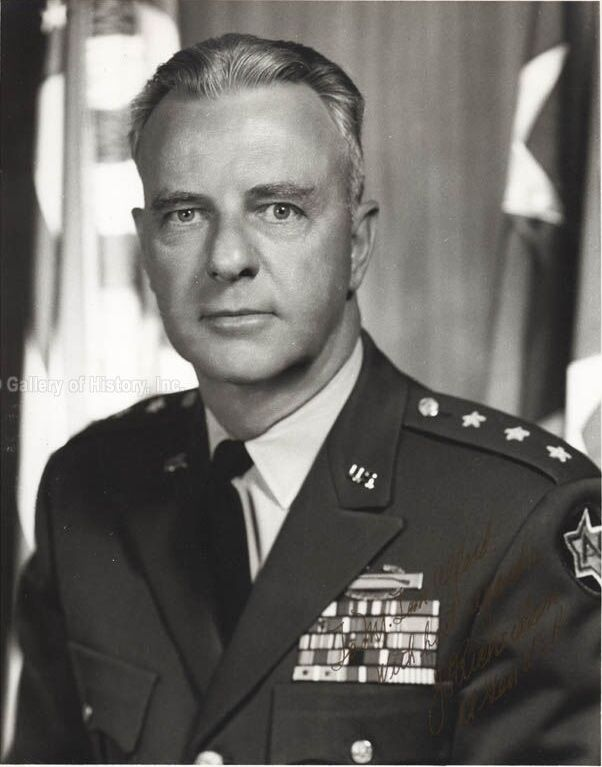
James L. Richardson (1965)

James Lowell Richardson Jr. (* 12. Juni 1909 in Nebraska City, Otoe County, Nebraska; † 20. Januar 1987 in Presidio, San Francisco, Kalifornien) war ein Generalleutnant der United States Army. Er war unter anderem Kommandeur der 6. Armee.
James Richardson war ein Sohn von James Addison Richardson und dessen Frau Bertha Fass. Der Vater betrieb eine Wäscherei und war später Bürgermeister von Nebraska City. James besuchte die öffentlichen Schulen seiner Heimat einschließlich der High School. In den Jahren 1926 bis 1930 durchlief er die United States Military Academy in West Point. Nach seiner Graduation wurde er als Leutnant der Infanterie zugeteilt. In der Armee durchlief er anschließend alle Offiziersränge vom Leutnant bis zum Drei-Sterne-General.
Im Lauf seiner militärischen Karriere absolvierte Richardson verschiedene Kurse und Schulungen. Dazu gehörten unter anderem der Company Officer's Course, das Naval War College, das Command and General Staff College und das National War College.
In seinen jüngeren Jahren absolvierte er den für Offiziere in den niederen Rangstufen üblichen Dienst in verschiedenen Einheiten und Standorten. Dazu gehörten auch Aufgaben als Stabsoffizier in verschiedenen Hauptquartieren. In den 1930er Jahren war er unter anderem auf Hawaii stationiert. In den Jahren 1938 und 1939 war er Kompaniechef beim 29. Infanterieregiment in Fort Benning. Später gehörte er dem Stab der Militärakademie in West Point an.
Zu Beginn des Zweiten Weltkriegs war Richardson zunächst noch im Stab der Militärakademie in West Point. Im Jahr 1942 wurde er Stabsoffizier beim neugeschaffenen United States Army Services of Supply. Es folgten weitere Tätigkeiten in den Vereinigten Staaten wie z. B. Ausbilder am Infantry Replacement Training Center oder Stabsoffizier beim 275. Infanterieregiment. Zwischenzeitlich war er auch Kommandeur dieses Regiments. Erst im Dezember 1944 wurde er mit seinem Regiment auf den europäischen Kriegsschauplatz versetzt, wo er unter anderem in der 70. Infanteriedivision diente.
Nach dem Kriegsende in Europa wurde Richardson auf die Philippinen zur 86. Infanteriedivision versetzt. Später wurde er dort Leiter der Stabsabteilung G3 (Operationen) bei der Philippine Division, die auch als 12. Infanteriedivision bekannt wurde und zu den 1946 vorübergehend wieder belebten Philippine Scouts gehörte.
Nach seiner Rückkehr in die Vereinigten Staaten absolvierte er das Naval War College und diente anschließend in der Stabsabteilung G3 des Pentagons. Während des Koreakriegs kommandierte Richardson das 224. Infanterieregiment das dem XVI. Korps unterstand. Dabei wurde Richardson in Kampfhandlungen verwickelt und verwundet. Nach seinem Korea-Einsatz absolvierte er das National War College. Nach einer weiteren Verwendung als Stabsoffizier im Pentagon wurde er nach Deutschland versetzt, wo er Stabsoffizier bei der für kurze Zeit dort stationierten 28. Infanteriedivision wurde. Im Januar 1954 erfolgte seine Beförderung zum Brigadegeneral. Später wurde er Stabschef beim ebenfalls in Deutschland stationierten VII. Korps. Daran schloss sich eine weitere Verwendung im Pentagon an, wo er ab 1958 in der Stabsabteilung G1 (Personal) tätig war.
Im Jahr 1961 erhielt Richardson als Nachfolger von Jonathan O. Seaman das Kommando über die auf Hawaii stationierte 25. Infanteriedivision. Dieses Kommando behielt er bis zum Jahr 1962. Anschließend wurde er stellvertretender Kommandeur der United States Army Pacific, einer Vorläuferorganisation der späteren gleichnamigen aber anders gegliederten United States Army Pacific. Danach leitete er für einige Zeit die Stabsabteilung G1 (Personal) im Pentagon, ehe er am 1. August 1965 das Kommando über die 6. Armee erhielt. In dieser Funktion löste er Frederic J. Brown ab. Nachdem er dieses Kommando im Jahr 1967 an Ben Harrell übergeben hatte, ging er in den Ruhestand.
Nach seinem Ausscheiden aus dem Militärdienst arbeitete James Richardson für die Steuerberatungsgesellschaft H&R Block. Außerdem engagierte er sich für pensionierte Soldaten, indem er eine Organisation gründete, die diesen half Beschäftigungen im zivilen Bereich zu finden. Er starb am 20. Januar 1987 im Letterman Army Hospital beim Presidio in San Francisco und wurde auf dem San Francisco National Cemetery beigesetzt.

## Orden und Auszeichnungen
James Richardson erhielt im Lauf seiner militärischen Laufbahn unter anderem folgende Auszeichnungen:
- Army Distinguished Service Medal
- Silver Star
- Legion of Merit
- Bronze Star Medal
- Purple Heart